# Decachorda congolana
Decachorda congolana är en fjärilsart som beskrevs av Eugène Louis Bouvier 1930. Decachorda congolana ingår i släktet Decachorda och familjen påfågelsspinnare. Inga underarter finns listade i Catalogue of Life.